# Astrophytum capricorne
Astrophytum capricorne, xương rồng sừng dê, xương rồng dê, là một loài thực vật có hoa trong họ xương rồng Cactaceae, có nguồn gốc ở vùng Coahuila ở miền Bắc Mexico. Có thể phát triển cao đến 25 cm và bề ngang đến 10 cm, theo dạng hình cầu hoặc hình trụ bầu dục, nó có màu xanh xám với 7 đến 9 múi, khía sâu nổi bật, gai xoắn rất dài và ra hoa màu vàng với phần giữa màu đỏ vào mùa hè.
Tên chung của xương rồng sừng dê đến từ danh pháp loài capricorne (capri có nghĩa là dê và corne có nghĩa là sừng)  tên này được miêu tả vì gai cong được cho là giống với sừng của dê.
Loài này được xếp vào nhóm "ít quan tâm"  của IUCN vì nó được phân phối rộng rãi trong các sa mạc Chihuahuan.

## Nuôi trồng
Loài này được trồng, thường là từ hạt giống, như một loại cây cảnh vì nó có những bông hoa lớn màu vàng rất hấp dẫn với các cuống màu đỏ. Một số cây có vệt trắng trên thân cây, trong khi một số khác xanh trơn. Mặc nó dù chịu được nhiệt độ lạnh, nhưng nó nên được trồng ở nơi ấm áp, có mái che, không bị đóng băng trong mùa đông. Đất trồng nghèo, có tính kiềm và thoát nước rất mạnh. Ngoài ra, nó có thể được trồng trong nhà kính, bằng chậu với phân trộn dành cho xương rồng. Ở Anh, Astrophytum capricorne đã giành được giải thưởng của Hiệp hội vườn trồng trọt Hoàng gia.

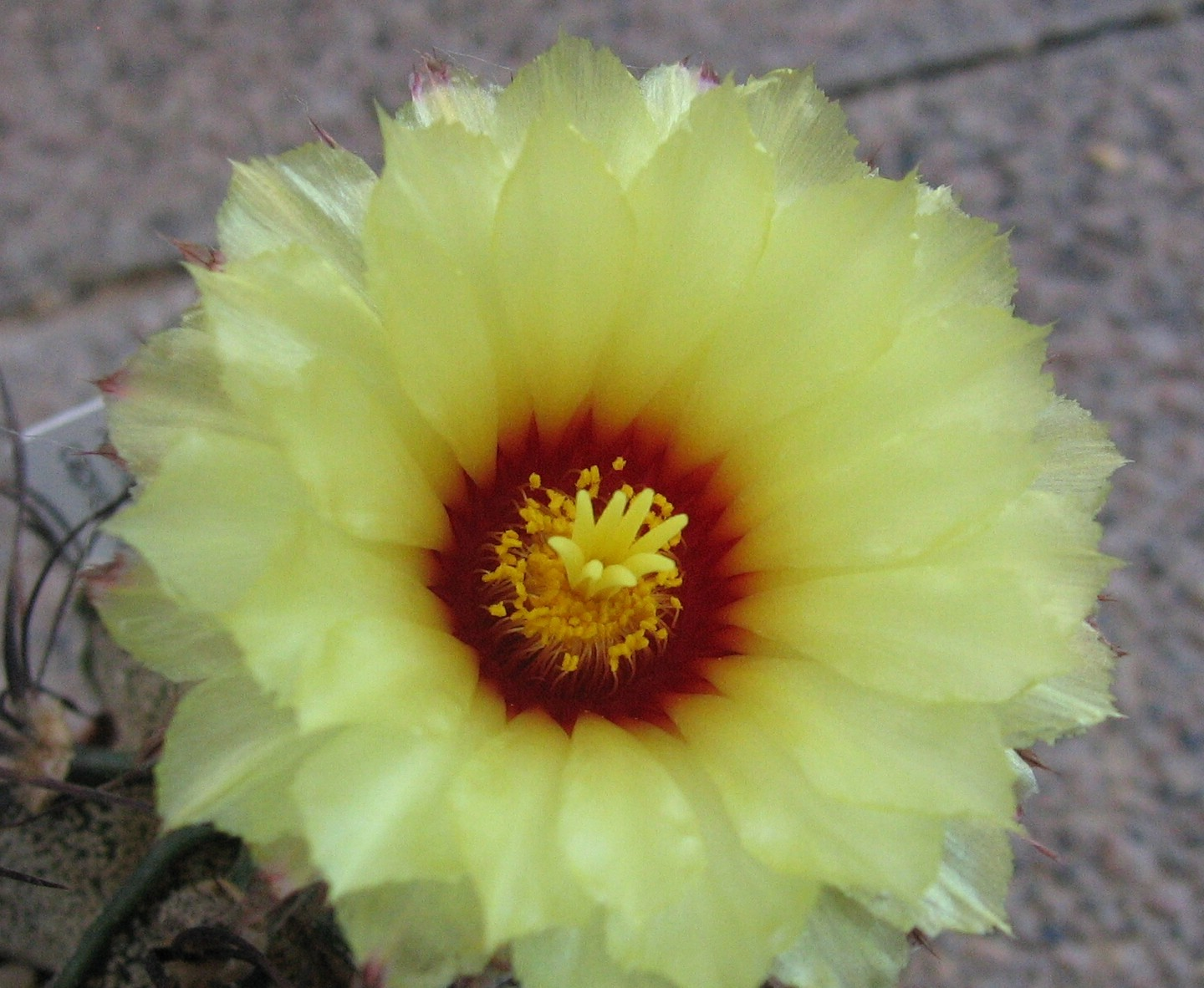
Astrophytum capricorne ra hoa

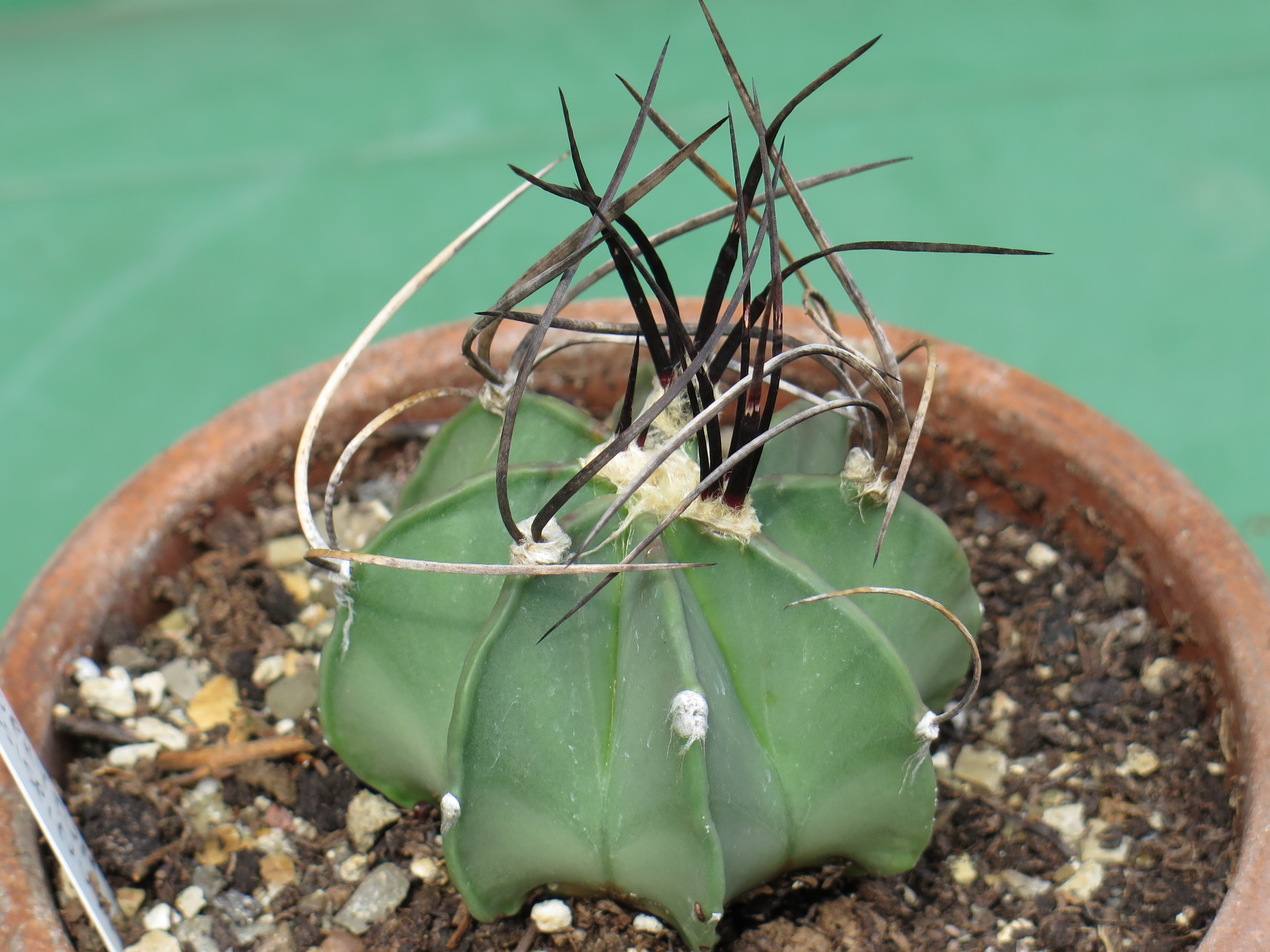
Astrophytum capricorne var. crassispinum

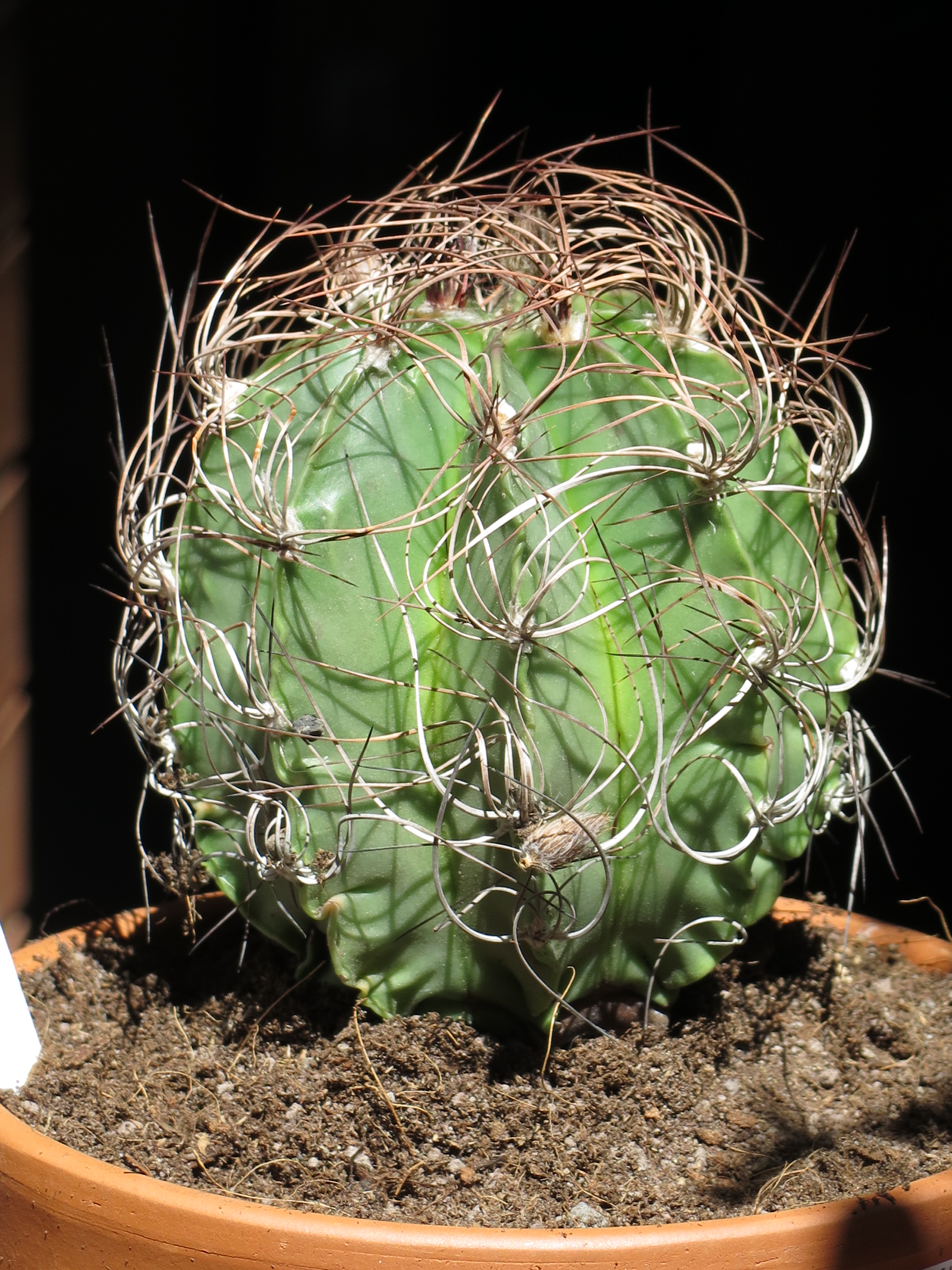
Astrophytum capricorne var. senile

Các dạng biến dị và kiểu hình bao gồm:
- Astrophytum capricorne ‘Crassispinoides‘
- Astrophytum capricorne var. crassispinum
- Astrophytum capricorne var. minus
- Astrophytum capricorne var. niveum
- Astrophytum capricorne var. senile
- Astrophytum capricorne var. aureum[2]